# Саутенд-он-Си
Сауте́нд-он-Си́ (англ. Southend-on-Sea — МФА:[ˌsaʊθend ˈɒn ˈsi:], в пер. дословно — Южный на море) — город и унитарная единица на юге церемониального графства Эссекс (регион Восточная Англия). Население 159,3 тыс. человек (2006).

## История
Изначально будучи южной частью деревни Приттлвел, Саутенд-он-Си стал морским курортом в эпоху короля Георга. Близость к Лондону и железнодорожный доступ стал причиной того, что город базировался на туризме.
С 1892 года Саутенд имеет почётный статус боро.
В 1933 году в границы города-графства Саутенд включили город Шоберинесс и часть соседнего района Рочфорд.
С угасанием популярности морских курортов, с 1960-х годов большая часть центра города была использована для коммерческого использования. Для поднятия местной экономики в Саутенде открыли университет Эссекса (University of Essex).
В пределах города девять железнодорожных станций, обеспечивающих связь с Лондоном.

## География
Унитарная единица Саутенд-он-Си занимает территорию 41,76 км², омывается с юга эстуарием реки Темза, на севере граничит с неметропольным графством Эссекс.

## Население
На территории унитарной единицы Саутенд-он-Си проживает 160 257 человек, 107-й (из 326) район Англии по количеству населения (2010 год), при средней плотности населения 3 838 чел./км².
Кроме собственно города Саутенд в границы унитарной единицы входит город Ли-он-Си с населением более 20 000 человек и город Уэстклифф-он-Си.

## Экономика
Саутенд входит в экономический регион «Thames Gateway». Регион включает в себя большое количество заброшенных земель, используемых в прошлом для промышленности и коммерции, и пригодных для последующего использования.

## Транспорт

### Аэропорт Саутенд

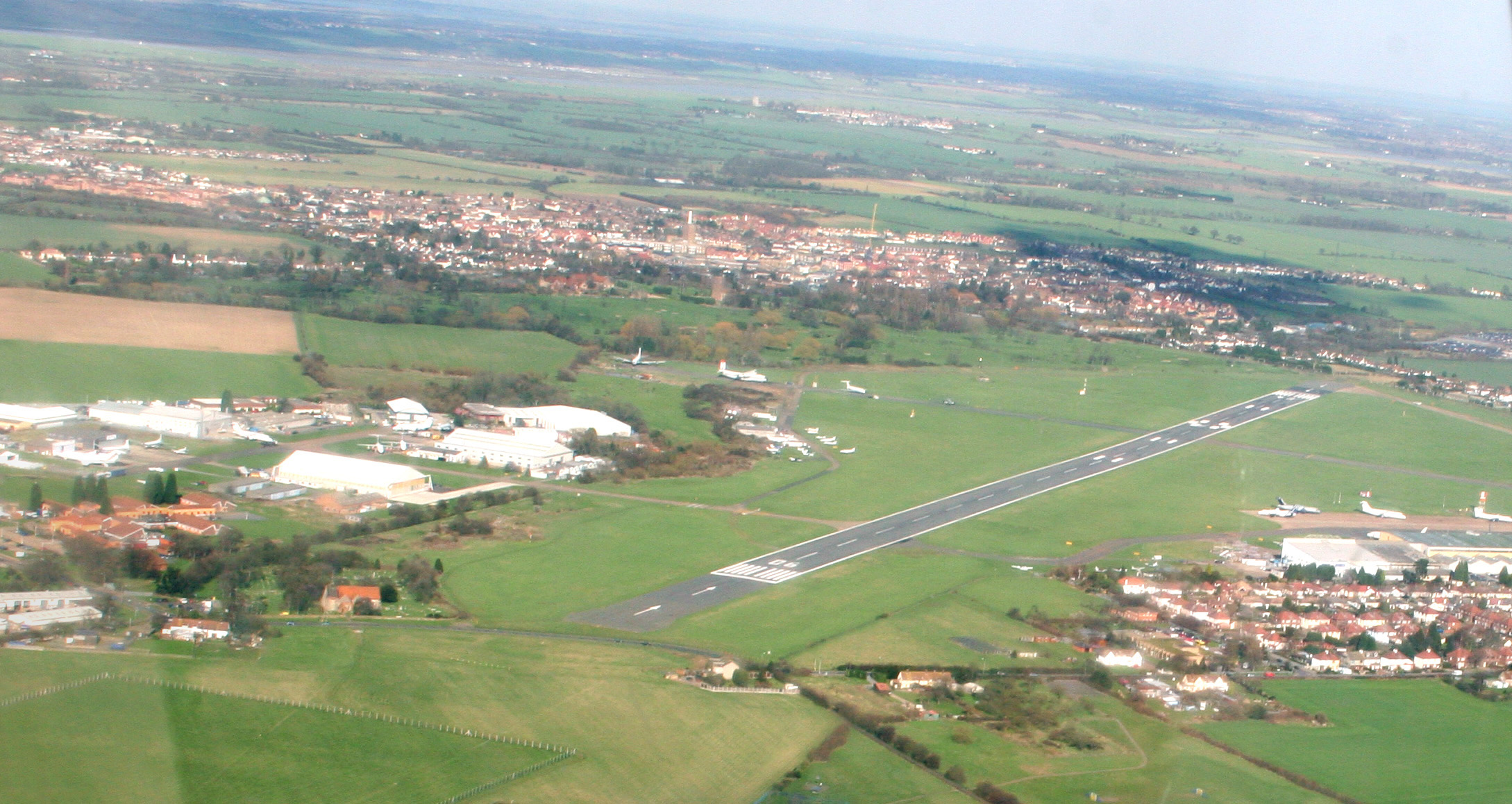
Аэропорт Саутенд

В 1935 году неподалёку от города открыт гражданский региональный аэропорт «Саутенд».

### Железнодорожное сообщение
В прошлом, с 1910 по 1939 год, Саутенд был связан со столицей железнодорожной веткой, вошедшей позже в линию метрополитена «Линия Дистрикт».
Линия «London, Tilbury and Southend Railway», обслуживаемая компанией «c2c», проходя через Саутенд и станцию Баркинг, соединяет городок Шоберинес со станцией «Фенчерч Стрит» в Лондоне.
Железнодорожная ветка «Great Eastern Main Line» связывает город через станцию «Стратфорд» со станцией «Улица Ливерпуль» в Лондоне. Направление обслуживается компанией «Greater Anglia».

### Автодороги
Трасса «A127» соединяет город с Лондоном, проходя через Ромфорд в северо-восточной части столицы. «A13» проходя через Саутенд соединяет центр Лондона с местечком Шоберинесс и другими городами южного Эссекса.

## Культура

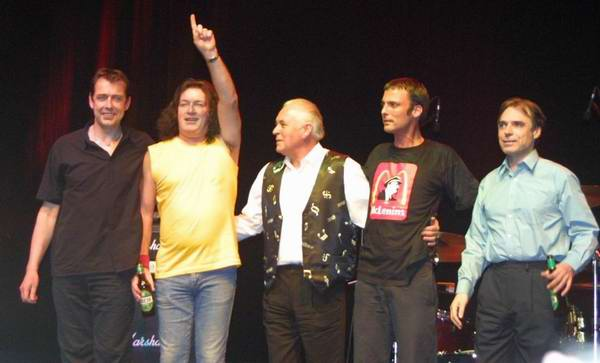
«Procol Harum»

В 1960-х в городе возникли рок-группы «Procol Harum», «Zior». В 2000-х образованы группы «Busted», «The Horrors», «These New Puritans» и «Nothing but thieves».

## Образование
Эссекский университет получил университетский статус в 1965 году, более 10 000 студентов.
В Саутенде расположен один из кампусов драматической школы «East 15 Acting School».

## Политика
Закон о местном самоуправлении 1972 года лишил Саутенд статуса города-графства, сделав его районом неметропольного графства Эссекс. В 1998 году городу вернули определённую долю автономии в формате унитарной единицы.
Саутенд-он-Си управляется советом унитарной единицы, состоящим из 51 депутатов, избранных в 17 округах. В результате последних выборов 28 мест в совете занимают консерваторы.

## Спорт

### Футбол
В городе Саутенд-он-Си базируется профессиональный футбольный клуб «Саутенд Юнайтед», выступающий в сезоне 2011/2012 во Второй Футбольной Лиге — четвёртой по уровню футбольной лиге Англии. В сезоне 2005/2006 «Саутенд Юнайтед» выиграли Первую Футбольную лигу Англии и следующий сезон 2006/2007 играли в Чемпионате, но заняв 22 место не смогли в Чемпионате удержаться. В сезоне 2009/2010 клуб вылетел из первого дивизиона. Команда «Саутенд Юнайтед» с 2010 года находится под управлением тренера Пола Старрока и принимает соперников на стадионе Рутс Холл (12 тыс. зрителей).
В «Эссекской Взрослой Футбольной Лиге» играет второй клуб Саутенда — «Southend Manor F.C.».

### Крикет
«Крикетный клуб графства Эссекс» каждый год проводит матчи в Саутенде.

## Достопримечательности

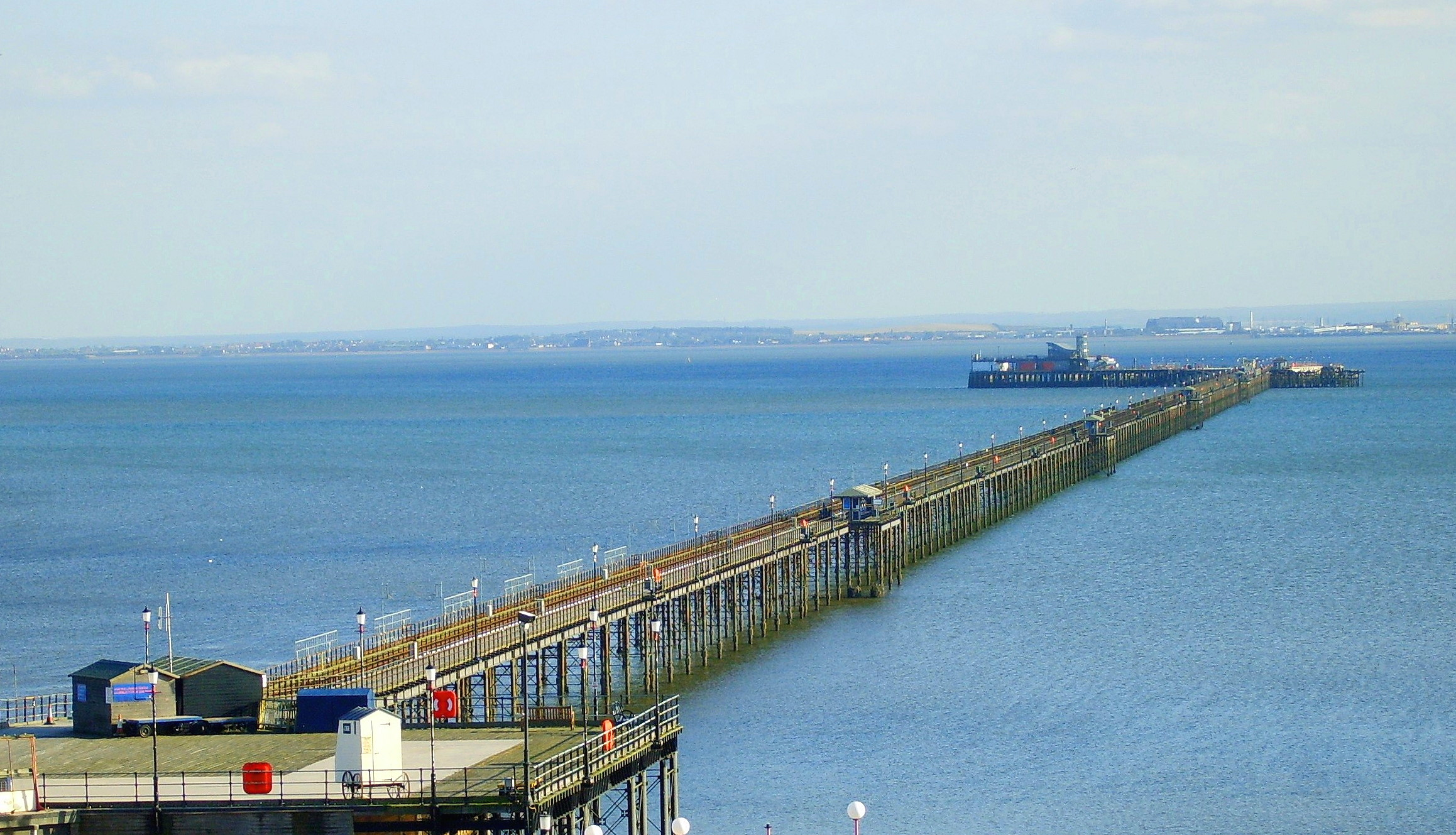
Пирс Саутенда

Тематический парк развлечений Adventure Island.
Пирс Саутенда — самый длинный развлекательный пирс в мире длиной 1.34 мили (2158м). Несмотря на пожары и столкновения с судами, последнее из которых произошло в октябре 2005 года, базовая структура пирса каждый раз ремонтировалась.

## Города-побратимы
Саутенд-он-Си имеет отношения со следующими городами:
- Лейк-Уэрт-Бич, Флорида, США.
- Сопот, Польша[3].